# Clément Pinault
Clément Pinault (ur. 4 lutego 1985 w Grasse, zm. 22 stycznia 2009 w Clermont-Ferrand) – francuski piłkarz, występujący na pozycji obrońcy.

## Kariera
Pinault rozpoczął swoją karierę w klubie Le Mans FC. Latem 2006 roku został na pół sezonu wypożyczony do Angers SCO. W czerwcu 2008 roku został zawodnikiem Clermont Foot.

## Śmierć
Dwa dni przed śmiercią Pinault wystąpił w ligowym spotkaniu ze Stade Brestois 29, które Clermont wygrało 2:0. Ostatnie badania, które zrobiono piłkarzowi także nie wskazywały na żadną wadę serca. Pinault zmarł 22 stycznia 2009 roku z powodu zawału serca. 18 stycznia 2009 roku Francuz doznał zapaści i tego samego dnia trafił do szpitala, gdzie wprowadzono go w stan śpiączki farmakologicznej, w której znajdował się już aż do śmierci.

## Życie prywatne
Brat Clémenta, Thomas, także jest piłkarzem i obecnie występuje w angielskim klubie Crawley Town.